# Lanceirosphenodon ferigoloi
Lanceirosphenodon ferigoloi — викопний вид дзьобоголових плазунів, що існував у пізньому тріасі (222—206 млн років тому). Описаний з лівої нижньої щелепи, що знайдена у відкладеннях формації Катурріта у штаті Ріу-Гранді-ду-Сул на півдні Бразилії.

## Назва
Вид названо на честь бразильського палеонтолога Хорхе Феріголо.